# نووودوینسک
نووودوینسک (به روسی: Новодви́нск) یکی از شهرهای روسیه است که در استان آرخانگلسک، در کرانه رود دوینای شمالی، در ۲۰ کیلومتری جنوب شهر آرخانگلسک واقع شده. جمعیت این شهر در سرشماری ۲۰۰۲، برابر با ۴۳٬۳۸۳ نفر بوده‌است.